# Ulrika Knape
Ulrika Knape   (Vasa, 26 d'abril de 1955) és una saltadora sueca, ja retirada, que va competir durant les dècades de 1960 i 1970. És la mare de la també saltadora Anna Lindberg.
El 1972 va prendre part en els Jocs Olímpics d'Estiu de Múnic, on va disputar les dues proves del programa de salts. Va guanyar la medalla d'or en la prova de palanca de 10 metres i la de plata en el trampolí de 3 metres. Quatre anys més tard, als Jocs de Mont-real guanyà la medalla de plata en la prova del salt de palanca, mentre en el trampolí de 3 metres quedà eliminada en sèries.
En el seu palmarès també destaquen una medalla d'or i una de plata al Campionat del Món de natació de 1973 i una de plata als de 1975, així com dues medalles d'or al Campionat d'Europa de natació de 1974. Amb tan sols 12 anys guanyà el primer dels seus 43 campionats nacionals de salts.
Pels èxits obtinguts el 1972 va ser guardonada amb la Svenska Dagbladets guldmedalj.